# Mario Monti (scrittore)
Mario Monti (Milano, 5 febbraio 1925 – Milano, 27 maggio 1999) è stato uno scrittore, curatore editoriale, giornalista ed editore italiano.
Personaggio della vita culturale e mondana di Milano, deve la sua notorietà a diversi romanzi e saggi storici e alla direzione, per quasi 25 anni (1956 - 1979) della Casa editrice Longanesi & C.

## Biografia
Nato a Milano, laureato in chimica e biologia, già a sedici anni aveva pubblicato il primo romanzo. In seguito è vissuto a lungo a New York, lavorando tra l'altro come corrispondente per Il Tempo di Roma e La Settimana Incom e soprattutto avendo regolare occasione di frequentare la redazione del New Yorker, allora diretto da Harold Ross.

Divenne un'esperienza fondamentale per il suo futuro lavoro di scrittore ed editore, esperienza concretizzatasi più avanti con l'instaurazione di stretti rapporti personali con autori come Henry Miller, Isaac Bashevis Singer e Bertrand Russell, oltre ad altri più misteriosi come quelli con Esperanza Lopez Mateos, agente, traduttrice e forse persino coautrice (se non persino alter ego) dell'ancor più misterioso (e resosi irrintracciabile) B. Traven.

In quella stagione nacque anche quella che fu la grande passione che lo accompagnerà per tutta la vita, l'epopea del West americano e soprattutto la storia dei pellirosse, da cui nacquero l'edizione italiana di autori americani specializzati nel Western come Zane Grey e Louis L'Amour, oltre ai due saggi di alta narratività Passarono di qui e Il guerriero dalle ali spezzate.

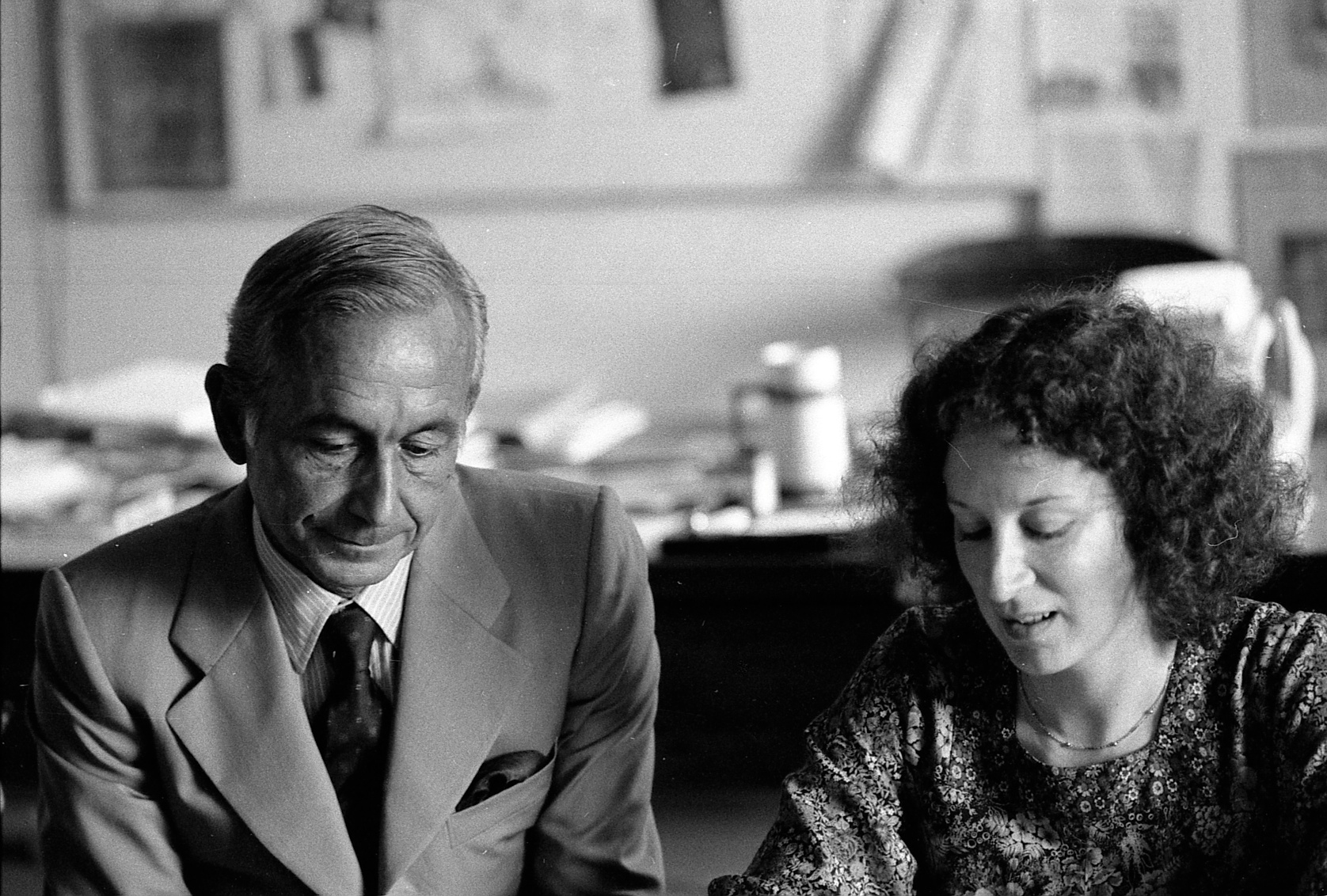
Mario Monti con la scrittrice canadese Margaret Atwood di cui è stato il primo editore italiano, a Milano, 1976

## L'editore
Tornato a Milano, nel 1956 successe a Leo Longanesi nella direzione editoriale della Casa editrice Longanesi & C., che era stata fondata nel 1946 da suo padre Giovanni, importante industriale chimico, con lo stesso Longanesi. Mario Monti amava infatti ironizzare sul fatto che gli "& C." nella sigla della casa editrice erano la sua famiglia. Sua, tra le altre, l'importantissima iniziativa di creare quella che fu probabilmente la prima collana italiana di tascabili popolari per edicola, denominata Pocket Longanesi e lanciata contemporaneamente agli Oscar Mondadori. La sua attività presso la Longanesi & C. durò fino alla fine del 1979, allorché ne uscì sia in veste di editore sia in veste di proprietario.

## Lo scrittore

### I romanzi

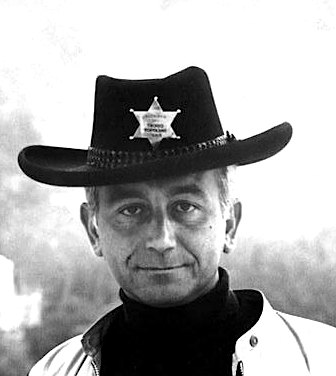
Lo scrittore Mario Monti in una posa scherzosa per sottolineare la sua passione per il Far West

- 1942 Il mare chiama (Introduzione di Elio Vittorini) - Primi Piani
- 1969 Acqua - Bompiani
- 1975 Il nascondiglio - Longanesi & C.
- 1995 Un gran bel mondo - Bompiani

### I saggi narrativo-storici
- 1951 I pirati - Longanesi & C.
- 1959 I briganti italiani - Longanesi & C. - Nuova edizione 2005 - Edizioni Partagées, Napoli
- 1967 Crocco, Borjes, Ninco Nanco e altri famosi briganti contro i bersaglieri - Longanesi & C.
- 1968 Gli esploratori - Longanesi & C.
- 1970 Gli eroi dei due Poli - Longanesi & C.
- 1981 Passarono di qui - Bompiani
- 1983 Le grandi "Stangate" (storie celebri di truffatori e ladri) - Bompiani
- 1990 Il guerriero dalle ali spezzate - Bompiani

### Traduzioni
- William Saroyan, My Name is Aram (1940) tr. it. Il mio nome è Aram, a cura di M. Monti, Bompiani, Milano 1942
- Charles Jackson, The Lost Weekend (1946), tr. it. Giorni perduti, a cura di M. Monti, Longanesi, Milano 1946 (ristampa, collana Pocket Longanesi, Milano 1967)
- Theodore H. White, Mistress Masham's Repose (1946), tr. it. Maria si ribella, a cura di M. Monti, Longanesi, Milano 1947
- Gerhard Boldt, Die letzten Tage der Reichskanzlei (1947), tr. it. Ero con Hitler. Gli ultimi giorni della Cancelleria del Reich, a cura di M. Monti, Longanesi, Milano 1948 (ristampa, collana Pocket Longanesi n. 81, Milano 1967)